# Club Baloncesto Málaga 2005-2006
Questa voce raccoglie le informazioni riguardanti il Club Baloncesto Málaga nelle competizioni ufficiali della stagione 2005-2006.

## Stagione
La stagione 2005-2006 del Club Baloncesto Málaga è la 14ª nel massimo campionato spagnolo di pallacanestro, la Liga ACB.
All'inizio della nuova stagione la Federazione decise di abolire la distinzione riguardo ai giocatori comunitari, estendendo la classificazione a tutti i Paesi appartenenti alla FIBA Europe.

## Roster
Aggiornato al 22 novembre 2021.
| Unicaja Málaga 2005-06 | Unicaja Málaga 2005-06 |
| Giocatori              | Staff tecnico          |
| ---------------------- | ---------------------- |

| N. | Naz.                                     | Ruolo | Nome                 | Anno | Alt.   | Peso   |  |
| -- | ---------------------------------------- | ----- | -------------------- | ---- | ------ | ------ |  |
| 4  | Argentina (bandiera) · Spagna (bandiera) | P     | Juan Ignacio Sánchez | 1977 | 192 cm | 88 kg  |  |
| 5  | Spagna (bandiera)                        | AP    | Berni Rodríguez (C)  | 1980 | 197 cm | 92 kg  |  |
| 6  | Francia (bandiera)                       | AP    | Stéphane Risacher    | 1972 | 203 cm | 96 kg  |  |
| 7  | Spagna (bandiera)                        | GA    | Alfonso Sánchez      | 1987 | 194 cm | 87 kg  |  |
| 8  | Spagna (bandiera)                        | P     | Jesús Lázaro         | 1971 | 185 cm | 84 kg  |  |
| 9  | Croazia (bandiera)                       | C     | Sandro Nicević       | 1976 | 210 cm | 112 kg |  |
| 10 | Spagna (bandiera)                        | P     | Carlos Cabezas       | 1982 | 186 cm | 89 kg  |  |
| 11 | Francia (bandiera)                       | AG    | Florent Piétrus      | 1981 | 202 cm | 107 kg |  |
| 12 | Argentina (bandiera) · Spagna (bandiera) | A     | Wálter Herrmann      | 1979 | 206 cm | 102 kg |  |
| 14 | Grecia (bandiera)                        | AP    | Kōstas Vasileiadīs   | 1984 | 201 cm | 100 kg |  |
| 15 | Spagna (bandiera)                        | AG    | Jorge Garbajosa      | 1977 | 206 cm | 111 kg |  |
| 20 | Spagna (bandiera)                        | AC    | Alejandro Navajas    | 1986 | 203 cm | 95 kg  |  |
| 22 | Croazia (bandiera)                       | C     | Ivan Grgat           | 1974 | 210 cm |        |  |
| 25 | Porto Rico (bandiera)                    | C     | Daniel Santiago      | 1976 | 216 cm | 120 kg |  |
| 41 | Stati Uniti (bandiera)                   | G     | Marcus Brown         | 1974 | 192 cm | 88 kg  |  |
| 42 | Kazakistan (bandiera)                    | AC    | Stanislav Makšancev  | 1978 | 205 cm |        |  |

| Allenatore                                                                                               |
| - Sergio Scariolo                                                                                        |
| Assistente/i                                                                                             |
| - Paco Aurioles - Chus Mateo - Ángel Sánchez-Cañete Legenda - (C) Capitano - (IN) Inattivo - Infortunato |

## Mercato

### Sessione estiva
| Acquisti | Acquisti            | Acquisti         | Acquisti   | Acquisti |
| R.a      | Nome                | da               | Modalità   |          |
| -------- | ------------------- | ---------------- | ---------- | -------- |
| C        | Sandro Nicević      | AEK Atene        | definitivo |          |
| AP       | Kōstas Vasileiadīs  | PAOK Salonicco   | definitivo |          |
| G        | Marcus Brown        | CSKA Mosca       | definitivo |          |
| C        | Daniel Santiago     | Milwaukee Bucks  | definitivo |          |
| C        | Ivan Grgat          | PAOK Salonicco   | definitivo |          |
| AC       | Stanislav Makšancev | Lok. Novosibirsk | definitivo |          |

| Cessioni | Cessioni                | Cessioni       | Cessioni       | Cessioni |
| R.       | Nome                    | a              | Modalità       |          |
| -------- | ----------------------- | -------------- | -------------- | -------- |
| G        | J.R. Bremer             | Pall. Biella   | fine contratto |          |
| C        | Žan Tabak               |                | ritirato       |          |
| AP       | Kōstas Vasileiadīs      | PAOK Salonicco | prestito       |          |
| C        | Kris Lang               | Virtus Bologna | fine contratto |          |
| G        | Francisco Javier Perujo |                | fine contratto |          |
| C        | Kaspars Bērziņš         | Rīga           | fine contratto |          |
| AG       | Pavel Ermolinskij       | Axarquía       | prestito       |          |
| C        | Fran Vázquez            | Girona         | fine contratto |          |

### Dopo l'inizio della stagione
| Acquisti | Acquisti           | Acquisti       | Acquisti    | Acquisti      |
| R.       | Nome               | da             | Data        | Modalità      |
| -------- | ------------------ | -------------- | ----------- | ------------- |
| AP       | Kōstas Vasileiadīs | PAOK Salonicco | maggio 2006 | fine prestito |

| Cessioni | Cessioni            | Cessioni         | Cessioni        | Cessioni    |
| R.       | Nome                | a                | Data            | Modalità    |
| -------- | ------------------- | ---------------- | --------------- | ----------- |
| C        | Ivan Grgat          | Apollon Patrasso | 28 ottobre 2005 | rescissione |
| AC       | Stanislav Makšancev | PAOK Salonicco   | gennaio 2006    | rescissione |